# 格拉特巴赫
格拉特巴赫是德国巴伐利亚州的一个市镇。总面积3.53平方公里，总人口3265人，其中男性1594人，女性1671人（2011年12月31日），人口密度925人/平方公里。